# Alice Kinsella
Alice Kinsella (ur. 13 marca 2001 r. w Basildonie) – angielska gimnastyczka, mistrzyni Europy, trzykrotna medalistka Igrzysk Wspólnoty Narodów.
Jej ojcem jest Mark, który reprezentował Irlandię w piłce nożnej w latach 1998–2004.